# Coppa del Mondo di freestyle 2021
La Coppa del Mondo di freestyle 2021 è iniziata il 21 novembre 2020 ad Alpi dello Stubai, in Austria, e si è conclusa il 27 marzo 2021 a Silvaplana, in Svizzera. La Coppa del Mondo organizzata dalla FIS ha previsto 5 discipline: salti, gobbe, halfpipe, ski cross e slopestyle e big air. Da questa edizione non verrà più assegnata una Coppa del Mondo generale, ma ne verrà assegnata una di Park & Pipe, data dalla somma dei punteggi nelle discipline dello slopestyle, dell'halfpipe e del big air. Oltre alla Coppa del Mondo generale di Park & Pipe, sono state assegnate anche le Coppe del Mondo delle singole specialità.
Hanno conquistato la Coppa del Mondo generale di Park & Pipe lo statunitense Colby Stevenson tra gli uomini, e la francese Tess Ledeux tra le donne.

## Uomini

### Risultati
| Data             | Località          | Nazione     | Spec. | Primo                         | Secondo            | Terzo                       |
| ---------------- | ----------------- | ----------- | ----- | ----------------------------- | ------------------ | --------------------------- |
| 21 novembre 2020 | Alpi dello Stubai | Austria     | SS    | Andri Ragettli                | Christian Nummedal | Ferdinand Dahl              |
| 28 novembre 2020 | Pechino           | Cina        | BA    | annullata                     | annullata          | annullata                   |
| 4 dicembre 2020  | Ruka              | Finlandia   | AE    | Maksim Burov                  | Pavel Krotov       | Il'ja Burov                 |
| 5 dicembre 2020  | Ruka              | Finlandia   | MO    | Ikuma Horishima               | Marco Tadé         | Ludvig Fjällström           |
| 12 dicembre 2020 | Idre Fjäll        | Svezia      | MO    | Benjamin Cavet                | Brodie Summers     | Nick Page                   |
| 13 dicembre 2020 | Idre Fjäll        | Svezia      | DM    | Ludvig Fjällström Matt Graham |                    | Jordan Kober Bradley Wilson |
| 15 dicembre 2020 | Arosa             | Svizzera    | SX    | David Mobärg                  | Alex Fiva          | Joos Berry                  |
| 16 dicembre 2020 | Arosa             | Svizzera    | SX    | Viktor Andersson              | Ryan Regez         | Kevin Drury                 |
| 18 dicembre 2020 | Copper Mountain   | Stati Uniti | BA    | annullata                     | annullata          | annullata                   |
| 19 dicembre 2020 | Copper Mountain   | Stati Uniti | HP    | annullata                     | annullata          | annullata                   |
| 19 dicembre 2020 | Innichen          | Italia      | SX    | annullata                     | annullata          | annullata                   |
| 20 dicembre 2020 | Innichen          | Italia      | SX    | annullata                     | annullata          | annullata                   |
| 20 dicembre 2020 | Val Thorens       | Francia     | SX    | Jonathan Midol                | Reece Howden       | Florian Wilmsmann           |
| 21 dicembre 2020 | Val Thorens       | Francia     | SX    | Reece Howden                  | Ryan Regez         | François Place              |
| 8 gennaio 2021   | Kreischberg       | Austria     | BA    | Birk Ruud                     | Antoine Adelisse   | Oliwer Magnusson            |
| 15 gennaio 2021  | Montafon          | Austria     | SX    | annullata                     | annullata          | annullata                   |
| 16 gennaio 2021  | Seiseralm         | Stati Uniti | SS    | annullata                     | annullata          | annullata                   |
| 16 gennaio 2021  | Jaroslavl'        | Russia      | AE    | Maksim Burov                  | Pavel Krotov       | Noé Roth                    |
| 17 gennaio 2021  | Jaroslavl'        | Russia      | AE    | Maksim Burov                  | Stanislav Nikitin  | Lewis Irving                |
| 17 gennaio 2021  | Jaroslavl'        | Russia      | AET   | Russia I                      | Svizzera           | Stati Uniti                 |
| 23 gennaio 2021  | Mosca             | Russia      | AE    | Maksim Burov                  | Christopher Lillis | Noé Roth                    |
| 20 gennaio 2021  | Idre Fjäll        | Stati Uniti | SX    | Bastien Midol                 | Viktor Andersson   | François Place              |
| 23 gennaio 2021  | Idre Fjäll        | Svezia      | SX    | Reece Howden                  | Jonas Lenherr      | Niklas Bachsleitner         |
| 24 gennaio 2021  | Idre Fjäll        | Svezia      | SX    | Reece Howden                  | Ryan Regez         | Jonas Lenherr               |
| 30 gennaio 2021  | Raubichi          | Bielorussia | AE    | Maksim Burov                  | Stanislav Nikitin  | Lewis Irving                |
| 30 gennaio 2021  | Feldberg          | Germania    | SX    | annullata                     | annullata          | annullata                   |
| 31 gennaio 2021  | Feldberg          | Germania    | SX    | annullata                     | annullata          | annullata                   |
| 4 febbraio 2021  | Deer Valley       | Stati Uniti | MO    | Mikaël Kingsbury              | Benjamin Cavet     | Matt Graham                 |
| 5 febbraio 2021  | Deer Valley       | Stati Uniti | DM    | Mikaël Kingsbury              | Matt Graham        | Benjamin Cavet              |
| 6 febbraio 2021  | Deer Valley       | Stati Uniti | AE    | Noé Roth                      | Justin Schoenefeld | Pirmin Werner               |
| 19 febbraio 2021 | Reiteralm         | Austria     | SX    | Johannes Rohrweck             | Reece Howden       | Bastien Midol               |
| 19 febbraio 2021 | Calgary           | Canada      | MO    | annullata                     | annullata          | annullata                   |
| 20 febbraio 2021 | Calgary           | Canada      | MO    | annullata                     | annullata          | annullata                   |
| 21 febbraio 2021 | Calgary           | Canada      | AE    | annullata                     | annullata          | annullata                   |
| 27 febbraio 2021 | Bakuriani         | Georgia     | SX    | Florian Wilmsmann             | David Mobärg       | Jared Schmidt               |
| 28 febbraio 2021 | Bakuriani         | Georgia     | SXT   | Svizzera I                    | Canada II          | Svezia I                    |
| 6 marzo 2021     | Tazawako          | Giappone    | MO    | annullata                     | annullata          | annullata                   |
| 7 marzo 2021     | Tazawako          | Giappone    | DM    | annullata                     | annullata          | annullata                   |
| 6 marzo 2021     | Zalantun          | Giappone    | AE    | annullata                     | annullata          | annullata                   |
| 7 marzo 2021     | Zalantun          | Giappone    | AE    | annullata                     | annullata          | annullata                   |
| 7 marzo 2021     | Zalantun          | Giappone    | AET   | annullata                     | annullata          | annullata                   |
| 13 marzo 2021    | Calgary           | Canada      | HP    | annullata                     | annullata          | annullata                   |
| 13 marzo 2021    | Sunny Valley      | Russia      | SX    | Reece Howden                  | Ryo Sugai          | Joos Berry                  |
| 13 marzo 2021    | Krasnojarsk       | Russia      | MO    | annullata                     | annullata          | annullata                   |
| 14 marzo 2021    | Krasnojarsk       | Russia      | AE    | annullata                     | annullata          | annullata                   |
| 13 marzo 2021    | Almaty            | Kazakistan  | AE    | Pirmin Werner                 | Nicolas Gygax      | Lewis Irving                |
| 14 marzo 2021    | Almaty            | Kazakistan  | DM    | annullata                     | annullata          | annullata                   |
| 20 marzo 2021    | Aspen             | Stati Uniti | SS    | Colby Stevenson               | Mac Forehand       | Henrik Harlaut              |
| 21 marzo 2021    | Aspen             | Stati Uniti | HP    | Aaron Blunck                  | Brendan Mackay     | Nico Porteous               |
| 21 marzo 2021    | Font Romeu        | Francia     | SS    | annullata                     | annullata          | annullata                   |
| 21 marzo 2021    | Veysonnaz         | Svizzera    | SX    | Florian Wilmsmann             | Jonathan Midol     | Tim Hronek                  |
| 27 marzo 2021    | Silvaplana        | Svizzera    | SS    | Colby Stevenson               | Ferdinand Dahl     | Alexander Hall              |

Legenda: 

AE = Salti 

BA = Big air 

HP = Halfpipe 

MO = Gobbe 

DM = Gobbe in parallelo 

SS = Slopestyle 

SX = Ski cross 

T = gara a squadre

### Classifiche

#### Generale Park & Pipe
| Pos. | Nome               | Nazione     | Punti  |
| ---- | ------------------ | ----------- | ------ |
| 1    | Colby Stevenson    | Stati Uniti | 245,00 |
| 2    | Ferdinand Dahl     | Norvegia    | 172,00 |
| 3    | Oliwer Magnusson   | Svezia      | 155,00 |
| 4    | Andri Ragettli     | Svizzera    | 145,00 |
| 5    | Christian Nummedal | Norvegia    | 144,00 |
| 6    | Sebastian Schjerve | Norvegia    | 142,00 |
| 7    | Alexander Hall     | Stati Uniti | 137,00 |
| 8    | Antoine Adelisse   | Francia     | 113,00 |
| 9    | Mac Forehand       | Stati Uniti | 104,00 |
| 10   | Aaron Blunck       | Stati Uniti | 100,00 |
| 10   | Birk Ruud          | Norvegia    | 100,00 |

#### Salti
| Pos. | Nome              | Nazione  | Punti |
| ---- | ----------------- | -------- | ----- |
| 1    | Maksim Burov      | Russia   | 526   |
| 2    | Noé Roth          | Svizzera | 320   |
| 3    | Pirmin Werner     | Svizzera | 305   |
| 4    | Stanislav Nikitin | Russia   | 264   |
| 5    | Pavel Krotov      | Russia   | 247   |

#### Gobbe
| Pos. | Nome              | Nazione   | Punti |
| ---- | ----------------- | --------- | ----- |
| 1    | Matt Graham       | Australia | 289   |
| 2    | Benjamin Cavet    | Francia   | 271   |
| 3    | Ludvig Fjällström | Svezia    | 258   |
| 4    | Ikuma Horishima   | Giappone  | 246   |
| 5    | Brodie Summers    | Australia | 210   |

#### Skicross
| Pos. | Nome              | Nazione  | Punti |
| ---- | ----------------- | -------- | ----- |
| 1    | Reece Howden      | Canada   | 691   |
| 2    | Jonas Lenherr     | Svizzera | 405   |
| 3    | Bastien Midol     | Francia  | 395   |
| 4    | Florian Wilmsmann | Germania | 393   |
| 5    | David Mobärg      | Svezia   | 379   |

#### Halfpipe
| Pos. | Nome           | Nazione       | Punti |
| ---- | -------------- | ------------- | ----- |
| 1    | Aaron Blunck   | Stati Uniti   | 100   |
| 2    | Brendan Mackay | Canada        | 80    |
| 3    | Nico Porteous  | Nuova Zelanda | 60    |
| 4    | David Wise     | Stati Uniti   | 50    |
| 5    | Birk Irving    | Stati Uniti   | 45    |

#### Slopestyle
| Pos. | Nome               | Nazione     | Punti |
| ---- | ------------------ | ----------- | ----- |
| 1    | Colby Stevenson    | Stati Uniti | 245   |
| 2    | Ferdinand Dahl     | Norvegia    | 172   |
| 3    | Christian Nummedal | Norvegia    | 118   |
| 4    | Sebastian Schjerve | Norvegia    | 118   |
| 5    | Alexander Hall     | Stati Uniti | 105   |

#### Big Air
| Pos. | Nome             | Nazione  | Punti |
| ---- | ---------------- | -------- | ----- |
| 1    | Birk Ruud        | Norvegia | 100   |
| 2    | Antoine Adelisse | Francia  | 80    |
| 3    | Oliwer Magnusson | Svezia   | 60    |
| 4    | Kim Gubser       | Svizzera | 50    |
| 5    | Andri Ragettli   | Svizzera | 45    |

## Donne

### Risultati
| Data             | Località          | Nazione     | Spec. | Primo           | Secondo                  | Terzo                    |
| ---------------- | ----------------- | ----------- | ----- | --------------- | ------------------------ | ------------------------ |
| 21 dicembre 2020 | Alpi dello Stubai | Austria     | SS    | Tess Ledeux     | Johanne Killi            | Gu Ailing                |
| 28 novembre 2020 | Pechino           | Cina        | BA    | annullata       | annullata                | annullata                |
| 4 dicembre 2020  | Ruka              | Finlandia   | AE    | Laura Peel      | Emma Weiß                | Anastasija Prytkova      |
| 5 dicembre 2020  | Ruka              | Finlandia   | MO    | Perrine Laffont | Jaelin Kauf              | Anastasija Smirnova      |
| 12 dicembre 2020 | Idre Fjäll        | Svezia      | MO    | Perrine Laffont | Anri Kawamura            | Hannah Soar              |
| 13 dicembre 2020 | Idre Fjäll        | Svezia      | DM    | Perrine Laffont | Jaelin Kauf              | Anri Kawamura            |
| 15 dicembre 2020 | Arosa             | Svizzera    | SX    | Alexandra Edebo | Fanny Smith              | Sami Kennedy-Sim         |
| 16 dicembre 2020 | Arosa             | Svizzera    | SX    | Fanny Smith     | Marielle Thompson        | Talina Gantenbein        |
| 18 dicembre 2020 | Copper Mountain   | Stati Uniti | BA    | annullata       | annullata                | annullata                |
| 19 dicembre 2020 | Copper Mountain   | Stati Uniti | HP    | annullata       | annullata                | annullata                |
| 19 dicembre 2020 | Innichen          | Italia      | SX    | annullata       | annullata                | annullata                |
| 20 dicembre 2020 | Innichen          | Italia      | SX    | annullata       | annullata                | annullata                |
| 20 dicembre 2020 | Val Thorens       | Francia     | SX    | Fanny Smith     | Jade Grillet-Aubert      | Marielle Thompson        |
| 21 dicembre 2020 | Val Thorens       | Francia     | SX    | Katrin Ofner    | Daniela Maier            | Marielle Thompson        |
| 8 gennaio 2021   | Kreischberg       | Austria     | BA    | Giulia Tanno    | Tess Ledeux              | Kelly Sildaru            |
| 15 gennaio 2021  | Montafon          | Austria     | SX    | annullata       | annullata                | annullata                |
| 16 gennaio 2021  | Seiseralm         | Italia      | SS    | annullata       | annullata                | annullata                |
| 16 gennaio 2021  | Jaroslavl'        | Russia      | AE    | Laura Peel      | Ashley Caldwell          | Ljubov' Nikitina         |
| 27 gennaio 2021  | Jaroslavl'        | Russia      | AE    | Megan Mick      | Alla Tsuper              | Kaila Kuhn               |
| 17 gennaio 2021  | Jaroslavl'        | Russia      | AET   | Russia I        | Svizzera                 | Stati Uniti              |
| 23 gennaio 2021  | Mosca             | Russia      | AE    | Winter Vinecki  | Laura Peel               | Marion Thénault          |
| 20 gennaio 2021  | Idre Fjäll        | Stati Uniti | SX    | Fanny Smith     | Marielle Thompson        | Talina Gantenbein        |
| 23 gennaio 2021  | Idre Fjäll        | Svezia      | SX    | Alizée Baron    | Marielle Berger Sabbatel | Fanny Smith              |
| 24 gennaio 2021  | Idre Fjäll        | Svezia      | SX    | Fanny Smith     | Alizée Baron             | Marielle Thompson        |
| 30 gennaio 2021  | Raubichi          | Bielorussia | AE    | Megan Mick      | Laura Peel               | Winter Vinecki           |
| 30 gennaio 2021  | Feldberg          | Germania    | SX    | annullata       | annullata                | annullata                |
| 31 gennaio 2020  | Feldberg          | Germania    | SX    | annullata       | annullata                | annullata                |
| 4 febbraio 2021  | Deer Valley       | Stati Uniti | MO    | Perrine Laffont | Anri Kawamura            | Kisara Sumiyoshi         |
| 5 febbraio 2021  | Deer Valley       | Stati Uniti | DM    | Kai Owens       | Hannah Soar              | Tess Johnson             |
| 6 febbraio 2021  | Deer Valley       | Stati Uniti | AE    | Danielle Scott  | Winter Vinecki           | Kaila Kuhn               |
| 19 febbraio 2020 | Reiteralm         | Austria     | SX    | Sandra Näslund  | Fanny Smith              | Courtney Hoffos          |
| 19 febbraio 2021 | Calgary           | Canada      | MO    | annullata       | annullata                | annullata                |
| 20 febbraio 2021 | Calgary           | Canada      | MO    | annullata       | annullata                | annullata                |
| 21 febbraio 2021 | Calgary           | Canada      | AE    | annullata       | annullata                | annullata                |
| 27 febbraio 2021 | Bakuriani         | Georgia     | SX    | Fanny Smith     | Sandra Näslund           | Marielle Berger Sabbatel |
| 28 febbraio 2021 | Bakuriani         | Georgia     | SXT   | Svizzera I      | Canada II                | Svezia I                 |
| 6 marzo 2021     | Tazawako          | Giappone    | MO    | annullata       | annullata                | annullata                |
| 7 marzo 2021     | Tazawako          | Giappone    | DM    | annullata       | annullata                | annullata                |
| 6 marzo 2021     | Zalantun          | Giappone    | AE    | annullata       | annullata                | annullata                |
| 7 marzo 2021     | Zalantun          | Giappone    | AET   | annullata       | annullata                | annullata                |
| 7 marzo 2021     | Zalantun          | Giappone    | AE    | annullata       | annullata                | annullata                |
| 13 marzo 2021    | Calgary           | Canada      | HP    | annullata       | annullata                | annullata                |
| 13 marzo 2021    | Sunny Valley      | Russia      | SX    | Fanny Smith     | Sandra Näslund           | Katrin Ofner             |
| 13 marzo 2021    | Krasnojarsk       | Russia      | MO    | annullata       | annullata                | annullata                |
| 14 marzo 2021    | Krasnojarsk       | Russia      | AE    | annullata       | annullata                | annullata                |
| 13 marzo 2021    | Almaty            | Kazakistan  | AE    | Marion Thénault | Ljubov' Nikitina         | Janbota Aldabergenova    |
| 14 marzo 2021    | Almaty            | Kazakistan  | DM    | annullata       | annullata                | annullata                |
| 20 marzo 2021    | Aspen             | Stati Uniti | SS    | Tess Ledeux     | Kirsty Muir              | Anastasija Tatalina      |
| 21 marzo 2021    | Aspen             | Stati Uniti | HP    | Rachael Karker  | Zoe Atkin                | Brita Sigourney          |
| 21 marzo 2021    | Font Romeu        | Francia     | SS    | annullata       | annullata                | annullata                |
| 21 marzo 2021    | Veysonnaz         | Svizzera    | SX    | Sandra Näslund  | Fanny Smith              | Alizée Baron             |
| 27 marzo 2021    | Silvaplana        | Svizzera    | SS    | Tess Ledeux     | Sarah Höfflin            | Mathilde Gremaud         |

Legenda: 

AE = Salti 

BA = Big air 

HP = Halfpipe 

MO = Gobbe 

DM = Gobbe in parallelo 

SS = Slopestyle 

SX = Ski cross 

T = gara a squadre

### Classifiche

#### Generale Park & Pipe
| Pos. | Nome              | Nazione     | Punti |
| ---- | ----------------- | ----------- | ----- |
| 1    | Tess Ledeux       | Francia     | 380   |
| 2    | Mathilde Gremaud  | Svizzera    | 159   |
| 3    | Sarah Höfflin     | Svizzera    | 151   |
| 4    | Gu Ailing         | Cina        | 146   |
| 5    | Kirsty Muir       | Regno Unito | 130   |
| 6    | Katie Summerhayes | Regno Unito | 129   |
| 7    | Johanne Killi     | Norvegia    | 120   |
| 8    | Giulia Tanno      | Svizzera    | 112   |
| 9    | Rell Harwood      | Stati Uniti | 111   |
| 10   | Rachael Karker    | Canada      | 100   |

#### Salti
| Pos. | Nome             | Nazione     | Punti |
| ---- | ---------------- | ----------- | ----- |
| 1    | Laura Peel       | Australia   | 450   |
| 2    | Winter Vinecki   | Stati Uniti | 343   |
| 3    | Marion Thénault  | Canada      | 312   |
| 4    | Ljubov' Nikitina | Russia      | 286   |
| 5    | Emma Weiß        | Germania    | 251   |

#### Gobbe
| Pos. | Nome            | Nazione     | Punti |
| ---- | --------------- | ----------- | ----- |
| 1    | Perrine Laffont | Francia     | 450   |
| 2    | Anri Kawamura   | Giappone    | 270   |
| 3    | Hannah Soar     | Stati Uniti | 250   |
| 4    | Kai Owens       | Stati Uniti | 234   |
| 5    | Jaelin Kauf     | Stati Uniti | 233   |

#### Skicross
| Pos. | Nome                     | Nazione  | Punti |
| ---- | ------------------------ | -------- | ----- |
| 1    | Fanny Smith              | Svizzera | 945   |
| 2    | Alizée Baron             | Francia  | 495   |
| 3    | Marielle Thompson        | Canada   | 475   |
| 4    | Marielle Berger Sabbatel | Francia  | 474   |
| 5    | Katrin Ofner             | Austria  | 439   |

#### Halfpipe
| Pos. | Nome             | Nazione     | Punti |
| ---- | ---------------- | ----------- | ----- |
| 1    | Rachael Karker   | Canada      | 100   |
| 2    | Zoe Atkin        | Regno Unito | 80    |
| 3    | Brita Sigourney  | Stati Uniti | 60    |
| 4    | Devin Logan      | Stati Uniti | 50    |
| 5    | Valerja Demidova | Russia      | 45    |

#### Slopestyle
| Pos. | Nome              | Nazione     | Punti |
| ---- | ----------------- | ----------- | ----- |
| 1    | Tess Ledeux       | Francia     | 300   |
| 2    | Kirsty Muir       | Regno Unito | 124   |
| 3    | Sarah Höfflin     | Svizzera    | 119   |
| 4    | Katie Summerhayes | Regno Unito | 115   |
| 5    | Mathilde Gremaud  | Svizzera    | 114   |

#### Big Air
| Pos. | Nome             | Nazione  | Punti |
| ---- | ---------------- | -------- | ----- |
| 1    | Giulia Tanno     | Svizzera | 100   |
| 2    | Tess Ledeux      | Francia  | 80    |
| 3    | Kelly Sildaru    | Estonia  | 60    |
| 4    | Silvia Bertagna  | Italia   | 50    |
| 5    | Mathilde Gremaud | Svizzera | 45    |

## Coppa delle Nazioni
| Pos. | Nazione     | Punti |
| ---- | ----------- | ----- |
| 1    | Svizzera    | 4509  |
| 2    | Canada      | 4252  |
| 3    | Stati Uniti | 3671  |
| 4    | Francia     | 3604  |
| 5    | Russia      | 2615  |